# 로렌초 콜롬보
로렌초 콜롬보(이탈리아어: Lorenzo Colombo, 2002년 3월 8일 ~ )는 이탈리아의 축구 선수로, 현재 세리에 A의 AC 밀란에서 제노아로 임대되어 활약하고 있다. 포지션은 공격수이다.